# Sheldon Adelson
Sheldon Gary Adelson (Boston, 4 agosto 1933 – Malibù, 11 gennaio 2021) è stato un imprenditore statunitense, fondatore, presidente e amministratore delegato di Las Vegas Sands Corporation, che possiede la Marina Bay Sands a Singapore, e la società madre di Venetian Macao Limited, che gestisce The Venetian Resort Hotel Casino e il Sands Expo and Convention Center. Possedeva il quotidiano israeliano Israel Hayom, il settimanale israeliano Makor Rishon e il quotidiano americano Las Vegas Review-Journal. Con sua moglie Miriam Adelson è stato tra i maggiori finanziatori di Donald Trump e uno dei principali sostenitori del primo ministro israeliano Benjamin Netanyahu.
Nel 2008 era il terzo uomo più ricco degli USA (dopo Bill Gates e Warren Buffett), e dodicesimo uomo più ricco del mondo secondo la rivista Forbes, con un patrimonio stimato in 26 miliardi di dollari. Nel 2009, complice la crisi economica, il patrimonio di Adelson si era ridotto in modo drastico, in pochi mesi perse 24 miliardi di dollari, anche se nel 2013 risalì a 26,5 miliardi. Nel gennaio 2021, poco prima della sua morte, era secondo Forbes la diciannovesima persona più ricca del mondo con un patrimonio stimato di 35,1 miliardi di dollari statunitensi.

## Biografia
Nato da genitori ebrei, il padre di Adelson è originario dell'Europa dell'est. Era un imprenditore nel quartiere di Dorchester a Boston, Massachusetts, dove Adelson è nato e cresciuto. Adelson Junior, iniziò a lavorare in giovane età vendendo giornali agli angoli delle strade e avviò il suo primo business quando aveva dodici anni. Negli anni seguenti, ha lavorato come broker di mutui, consulente per gli investimenti e consulente finanziario. Ha avviato poi un business di vendita di kit da toilette e nel 1960 un'attività di tour charter con due amici. Ha frequentato il City College di New York, ma non ha mai terminato gli studi universitari.
Adelson ha costruito la sua fortuna da zero, diventando presto milionario, anche se all'età di trent'anni aveva costruito e perso la sua fortuna due volte. Nel corso della sua carriera commerciale, Adelson ha creato quasi cinquanta aziende, scalando rapidamente la classifica dei miliardari mondiali: se nel 2003 il suo patrimonio era stimato in circa 1,4 miliardi di dollari, in 4 anni ha moltiplicato per venti volte la sua fortuna. Ha da sempre abbracciato la causa di Israele e vi ha contribuito con una donazione di 30.000.000 $ nel 2006 ed una successiva donazione di 25.000.000 $ nel 2007.
Adelson divorziò dalla prima moglie, Sandra, nel 1988 e incontrò la sua attuale moglie, Miriam Ochsorn, ad un appuntamento al buio l'anno successivo. Si sposarono nel 1991. Miriam Adelson è un medico che dirige la Dr. Miriam and Sheldon G. Adelson Clinic, clinica per abuso di droga. Due dei figli di Adelson, Mitchell e Gary, hanno lottato contro la tossicodipendenza. Dal 2001 Adelson ha sofferto di neuropatia periferica ed ha dovuto utilizzare un bastone per camminare.
Affetto da linfoma non Hodgkin, è morto per complicazioni legate al trattamento della malattia nel gennaio 2021 all'età di 87 anni.

## Attività

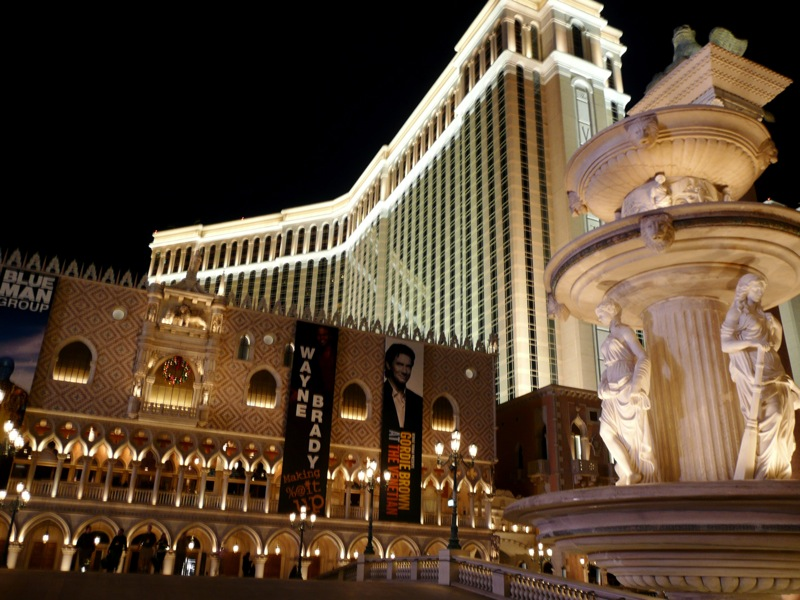
The Venetian hotel e casinò

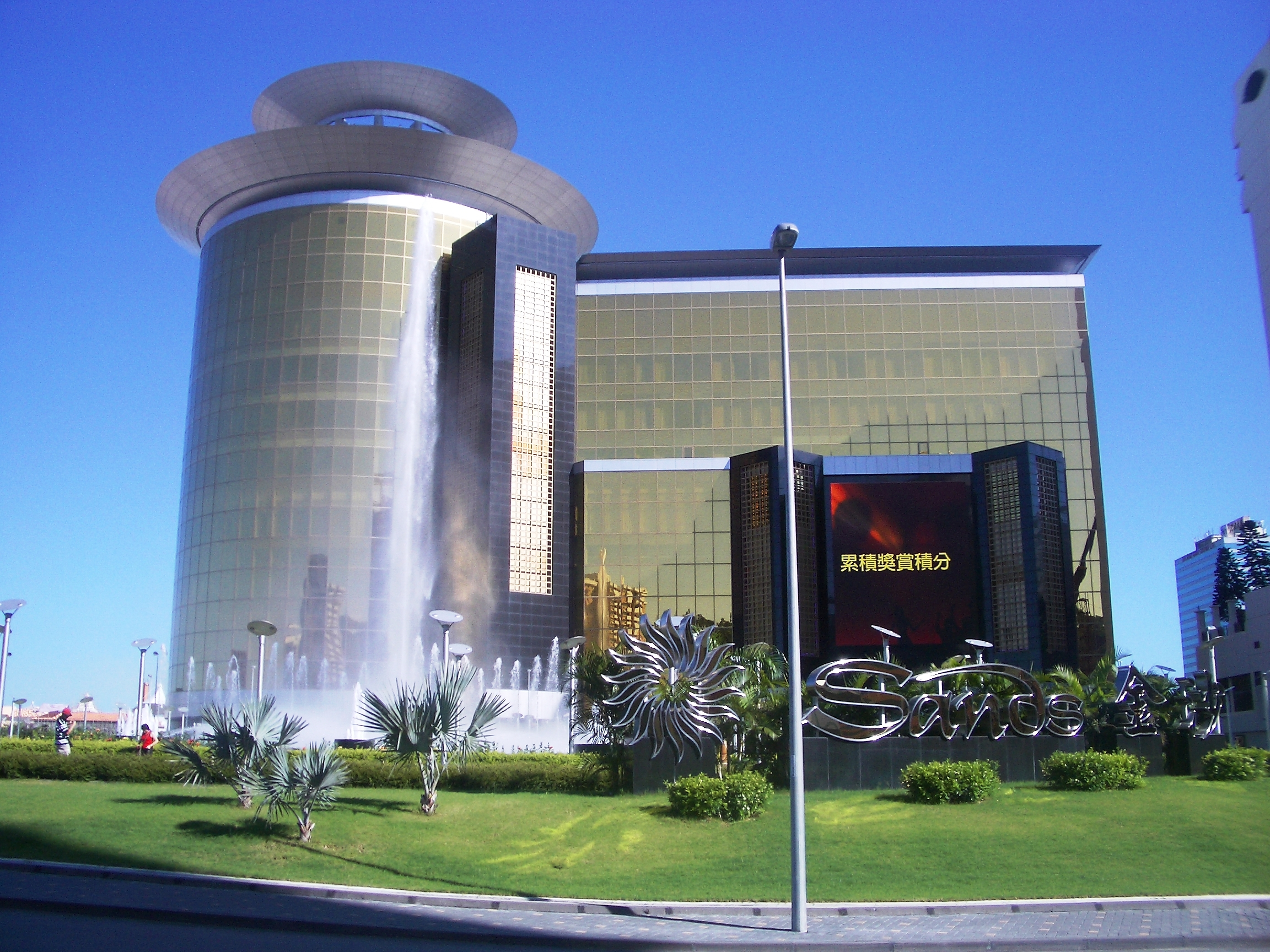
Sands Macao

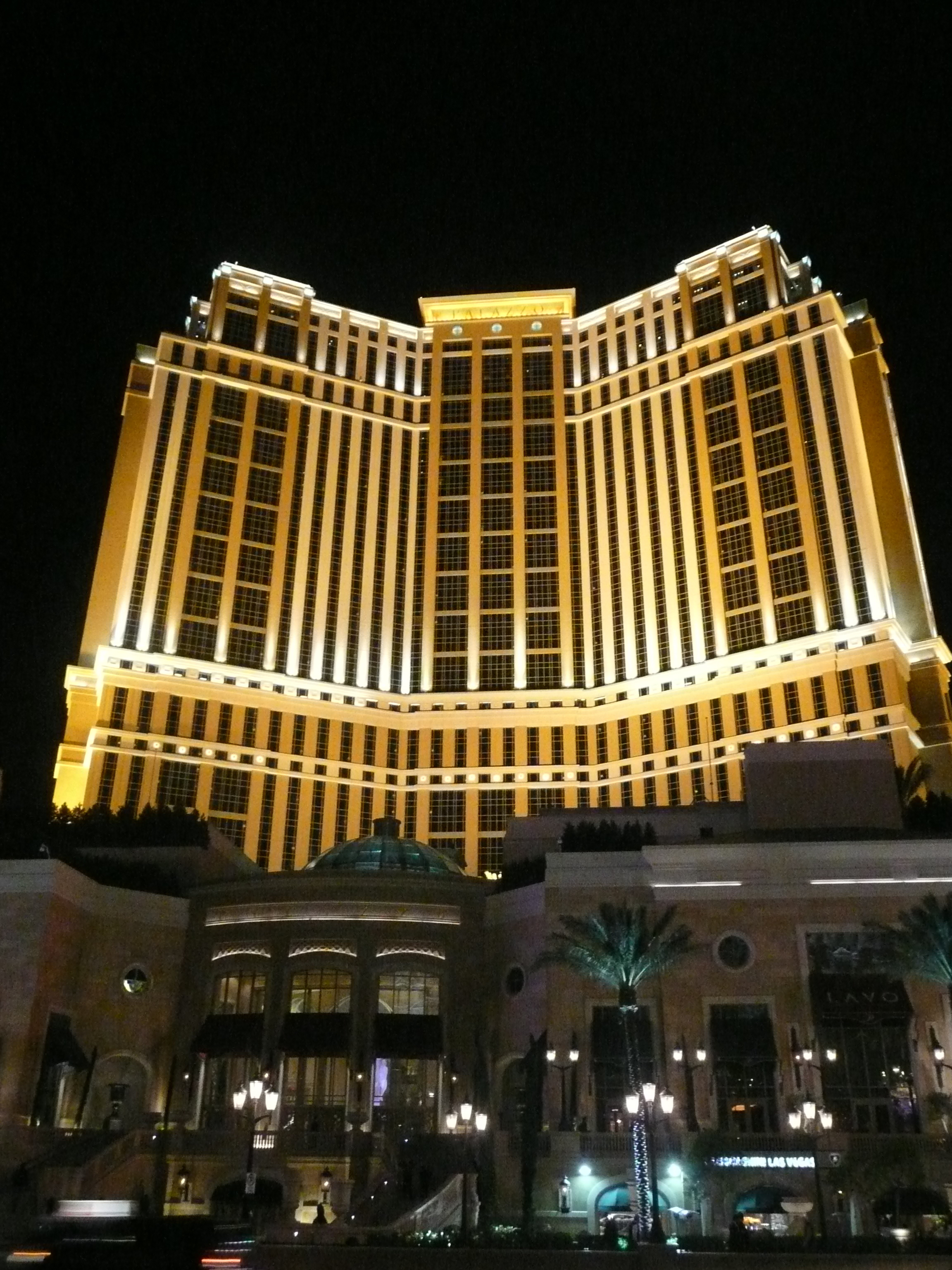
The Palazzo, Las Vegas

La fonte originale della ricchezza Adelson è stata la fiera di computer ed informatica Comdex, che lui ed i suoi partner hanno sviluppato per l'industria informatica. La prima è stata nel 1979 ed è stata l'unica fiera di informatica per gran parte degli anni dal 1980 al 1990.
Nel 1988, Adelson e il suo partner acquistarono il Sands Hotel&Casino di Las Vegas, Nevada, l'ex luogo di ritrovo di Frank Sinatra e dei Rat Pack, per portare Las Vegas in una nuova fase di business attraverso il settore fieristico e fondarono il gruppo Las Vegas Sands. L'anno seguente, Adelson e il suo partner costruirono il Sands Expo and Convention Center, il primo centro congressi privato negli Stati Uniti.
Nel 1991, mentre era in luna di miele a Venezia con la sua seconda moglie, Miriam, Adelson trovò l'ispirazione per un mega-hotel resort a Las Vegas. Rase al suolo (da implosione) il venerabile Sands e spese 1,5 miliardi per costruire il The Venetian, un resort hotel a tema su Venezia con casinò. Questo hotel ha rivoluzionato l'industria del lusso e degli alberghi di Las Vegas ed è stato onorato con premi di architettura e di altri titoli, come uno dei migliori hotel del mondo. Nel 2003 ha aggiunto la Tower Suite Venezia dando al The Venetian 4.049 suite, 18 ristoranti, un centro commerciale con canali, gondole e gondolieri che cantano.
Nel 1995, Adelson ed i soci hanno venduto la divisione Interface Group Show, tra cui la mostra COMDEX, alla SoftBank Corporation del Giappone per 862 milioni di dollari, la quota spettante ad Adelson fu di poco più di 500 milioni di dollari.
Adelson ha guidato un grande progetto per portare il nome Sands a Macao, la città d'azzardo cinese che è stata una colonia portoghese fino al dicembre 1999. Così inaugurò, nel maggio 2004, il primo casinò in stile Las Vegas a Macao, nella Repubblica popolare cinese. Adelson, fatto il suo nuovo investimento iniziale di 265 milioni di dollari, ha moltiplicato più di quattordici volte il suo capitale grazie a questo casinò.
Nel maggio 2006, Adelson's Las Vegas Sands si è aggiudicata una licenza molto contestata, la costruzione di un casinò resort di Marina Bay a Singapore. Il nuovo casinò, Marina Bay Sands, inaugurato nel 2010 è costato 5,4 miliardi di dollari (non confermati).
Nel mese di agosto 2007, Adelson ha aperto al costo di 2,4 miliardi di dollari il Venetian Macao Resort Hotel in Cotai e ha annunciato di avere un progettato imponente per la zona, un'area concentrata di resort chiamata Striscia di Cotai. Adelson ha detto che aveva in mente di aprire altri alberghi sotto marche come Four Seasons, Sheraton e St. Regis. La sua Las Vegas Sands prevede di investire 12 miliardi di dollari e costruire 20.000 camere d'albergo sulla striscia del Cotai entro il 2010.
Nel settembre 2007, Adelson ha annunciato che la Sands avrebbe aperto il suo secondo hotel a Macao, il Sands Macao Hotel inaugurato nel mese di ottobre dello stesso anno.
Nel 2007, Adelson ha fatto un tentativo senza successo di acquistare partecipazioni di controllo nel giornale Maariv israeliano. Ma vedendo che non riusciva l'acquisizione, ha proceduto con un piano parallelo quello di pubblicare un quotidiano gratuito. La prima edizione del nuovo giornale, Israele Hayom, è stata pubblicata il 30 luglio 2007.

## Contributi politici

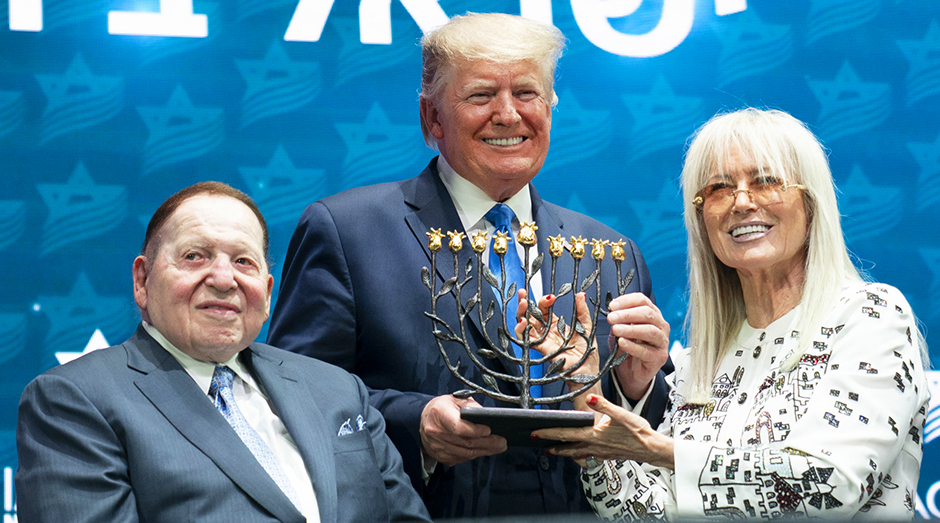
Adelson e la moglie Miriam con Donald Trump nel 2019

Nel 2005, Adelson e sua moglie sono stati entrambi tra i 53 enti che hanno finanziato, con il massimo di 250.000 dollari ciascuno (quindi il contributo totale della coppia è stato di $ 500.000) per l'elezione nel secondo mandato del presidente George W. Bush.
Nel 2006 Adelson ha contribuito con 25 milioni di dollari l'organizzazione Birthright Israel, che finanzia i viaggi di giovani ebrei in Israele. Sempre nel 2006 ha contribuito con 25 milioni di dollari il Yad Vashem Holocaust Martyrs' and Heroes' Remembrance Authority.
Nel 2007 Adelson ha fondato la 527° lobby il gruppo Freedom's Watch, un gruppo che finanzia il coinvolgimento continuo degli americani nella guerra in Iraq, ed è gestito e sostenuto, in parte, da ex funzionari dell'amministrazione Bush. Ha, senza successo, finanziato diversi repubblicani candidati al Congresso e originariamente era destinato a raccogliere fino a $ 250 milioni per attaccare la campagna presidenziale di Barack Obama. Obama e McCain hanno entrambi affermato che volevano che questi gruppi rimanessero fuori delle elezioni presidenziali. Un portavoce Freedom's Watch ha detto che si concentreranno sulle campagne congressuali.
Sempre nel 2007, Adelson ha finanziato altri 25 milioni di dollari nel programma Birthright Israel, consentendo a circa 20.000 persone di prendere parte al programma.
Adelson nel 2008 ha finanziato con 25 milioni di dollari la M.I.S. Hebrew Academy in Las Vegas per costruire una scuola superiore ebraica. Adelson ha anche finanziato la Dr. Miriam e Sheldon G. Adelson Medical Research Foundation di Boston. AMRF è una fondazione privata impegnata nella ricerca clinica e di base per prevenire, ridurre o eliminare la malattia invalidanti e pericolose per la vita. Questa fondazione ha avviato il Programma Adelson Program in Neural Repair and Rehabilitation (APNRR) con 7,5 milioni di dollari donati a ricercatori che collaborano a 10 università. Adelson ha pubblicamente promesso miliardi per la ricerca medica e ha incoraggiato i ricercatori a contattare AMRF con le idee che devono essere finanziate.
Insieme a sua moglie, la dottoressa Miriam Adelson, Sheldon Adelson è stato presentato per il premio Woodrow Wilson per la Corporate Citizenship al Woodrow Wilson International Center for Scholars della Smithsonian Institution. La cerimonia si è svolta il 25 marzo 2008 a Las Vegas , Nevada.
Sheldon Adelson ha ricevuto anche il Chairman's Award dalla politica Nevada Research Institute, per il suo impegno per promuovere i principi del libero mercato in Nevada.
Inoltre, il presidente George W. Bush ha nominato il Adelsons a far parte della delegazione d'onore per accompagnarlo a Gerusalemme per la celebrazione del 60º anniversario dello Stato d'Israele, maggio 2008.
Nel corso della campagna per le elezioni presidenziali americane del 2011, Adelson ha espresso pubblicamente il suo appoggio verso Mitt Romney con un finanziamento record pari a 70 milioni di Dollari in favore del candidato del Partito Repubblicano.
Nel 2016, ha intrattenuto relazioni molto strette con Steve Bannon supportando Donald Trump

## Controversie
Nel giugno 2008 il The New Yorker riporta molte polemiche che coinvolgono Adelson. Nel 2008 Richard Suen, un uomo d'affari di Hong Kong che aveva aiutato Adelson ad avere contatti con alti funzionari cinesi per ottenere la licenza del Sand Macao, accusò Adelson di aver rinnegato il loro accordo e non essere stato pagato. La sentenza dichiarò Suen vincitore, 43.800 dollari. Per lo stesso motivo, dopo, si presentarono altri tre presunti 'intermediari' che hanno fatto causa per almeno $ 450 milioni.
Durante il processo Suen Bill Weidner, presidente della compagnia Adelson Las Vegas Sands, ha testimoniato su una conversazione telefonica tra Adelson e il suo amico Tom DeLay su un disegno di legge proposto dal deputato Tom Lantos, che avrebbe impedito al comitato olimpico statunitense di votare a favore della candidatura cinese per ospitare le Olimpiadi estive del 2008. Poche ore dopo DeLay richiamò e Adelson ha detto che poteva dire al sindaco di Pechino 'questo disegno di legge non vedrà mai la luce del giorno.' La risoluzione non è passata. Adelson ha testimoniato in tribunale che il fallimento della risoluzione '... portato dalla stampa di altri atti normativi, (non da) una mossa deliberata di DeLay per aiutare il suo benefattore.
Secondo il New Yorker, Adelson è 'ferocemente contrario ad una soluzione a due stati' per Israele e Palestina, che l'ex primo ministro israeliano Ehud Olmert sostiene come un 'tradimento di principio'. Adelson è contrario alla Conferenza di Annapolis del 2007 per la pace. Adelson è stato uno stretto alleato del primo ministro Benjamin Netanyahu, che nel frattempo ha ripreso questo ufficio ed ha proposto uno stato palestinese smilitarizzato a sovranità limitata.
L'articolo del New Yorker riporta anche Shelley Berkley, un congressista del Partito Democratico del Nevada che aveva lavorato per Adelson negli anni Novanta come vicepresidente degli affari giuridici e governativi, con una citazione di Adelson "I vecchi democratici sono stati con il sindacato a cui io volevo spaccare la schiena, di conseguenza, ho dovuto rompere la schiena dei democratici". Il Boston Globe ha inoltre osservato che Adelson ha "intrapreso alcune aspre battaglie anti-sindacali a Las Vegas". Berkley ha inoltre affermato nell'articolo del New Yorker che Adelson "cerca di dominare la politica e l'ordine pubblico attraverso la forza bruta del denaro".
Adelson ha citato con successo in giudizio il Daily Mail di Londra per diffamazione nel 2008. Il giornale lo aveva accusato di perseguire "pratiche commerciali spregevoli", aggiungendo che "abitualmente corrompe e compra favori politici". Adelson ha vinto la causa per diffamazione, che è stato descritto come "un insulto grave all'integrità personale del sig. Adelson e la reputazione aziendale", e ha vinto una sentenza di circa 4 milioni di sterline. Adelson ha dichiarato che avrebbe donato i soldi vinti nella causa all'ospedale Royal Marsden di Londra, contro il cancro.

## Ricchezza
A un certo punto, il patrimonio stimato di Adelson è stato di US 26,5 miliardi di dollari, facendo di lui la terza persona più ricca negli Stati Uniti secondo Forbes per il 2007 e il 2008. Nel 2008, il prezzo delle azioni della Las Vegas Sands Corp. è crollato e nel novembre 2008, Las Vegas Sands Corp. ha annunciato che potrebbe chiedere default sulle obbligazioni che aveva in sospeso, segnalando il potenziale fallimento degli interessi. Adelson ha perso 24 miliardi di dollari del 2008, più di ogni altro miliardario americano. Nella classifica mondiale dei miliardari di Forbes del 2009 è sceso in classifica al 178º posto, con un patrimonio netto di $ 3,4 miliardi, ma nel 2011 è stato classificato come 16° uomo più ricco del mondo con una fortuna pari a 23,3 miliardi di dollari e nel 2013 15º con un patrimonio di 26,5 miliardi.